# Општина Луче
Општина Луче (словен. Luče) је једна од општина Савињске регије у држави Словенији. Седиште општине је истоимено насеље Луче.

## Природне одлике
Рељеф: Општина Луче налази се у северном делу Словеније, у крајње југозападном делу покрајине Штајерска. Средишњи део општине је долина реке Савиње у горњем делу њеног тока. Јужно од долине уздижу се брда и планине Савињских Алпа, а северно се уздижу Караванке.
Клима: У општини влада оштрија, планинска варијанта умерено континенталне климе.
Воде: Најважнији водоток у општини је река Савиња. Сви остали водотоци су мали и њене су притоке. Од њих најважнија и највећа притока је поток Лучница.

## Становништво
Општина Луче је веома ретко насељена.

## Насеља општине
- Коњски Врх
- Крница
- Луче
- Подвежа
- Подволовљек
- Радуха
- Стрмец